# Janusz Borkowski (fizyk)
Janusz Leonard Borkowski (ur. 28 stycznia 1938) – fizyk atmosfery, profesor.

## Życiorys
Od grudnia 1957 do lata 1958, przez 7 miesięcy, zajmował się sondażami atmosfery na stacji Cha Pa (obecnie Sa Pa) przy granicy Wietnamu Północnego z Chinami w ramach Polskiej Wyprawy Naukowej Międzynarodowego Roku Geofizycznego do Wietnamu. Od 1961 do 1986 roku pracował w Instytucie Geofizyki Uniwersytetu Warszawskiego. Od 1981 do 2008 był kierownikiem Zakładu Fizyki Atmosfery Instytutu Geofizyki PAN.  Od 1987 zajmuje się  monitorowaniem ozonu i promieniowania ultrafioletowego w Polsce.
W 1961 roku napisał pracę magisterską pod kierunkiem Teodora Kopcewicza. Uzyskał doktorat w 1969 roku w Uniwersytecie Warszawskim, promotorem doktoratu był Teodor Kopcewicz a praca dotyczyła widma energii ruchu turbulencyjnego w atmosferze. Interesował się turbulencją już w czasie pisania magisterium dotyczącego fluktuacji ciśnienia w ruchu turbulencyjnym. W 1985 uzyskał stopień doktora habilitowanego Instytucie Geofizyki PAN za pracę o ruchu turbulencyjnym. Specjalizuje się w badaniu turbulencji atmosfery. W tym czasie był pod dużym wpływem prac George’a Batchelora. Przestał zajmować się tematyką turbulencji po wprowadzeniu do fizyki atmosfery symulacji dużych wirów.
Po śmierci Anieli Łosiowej zajął się badaniami zmiennością promieniowania UV w atmosferze.
W 1988 otrzymał Złoty Krzyż Zasługi. Był w komitecie redakcyjnym Acta Geophysica Polonica, obecnie (2010) jest edytorem Acta Geophysica.
Na Wydziale Fizyki wykładał procesy turbulencyjne,  klimatologię, instrumenty meteorologiczne, meteorologię teoretyczną. Opracował wykłady z klimatologii, które wprowadzały elementy statystyki. Był promotorem szeregu polskich fizyków atmosfery (Lech Łobocki, Janusz Jarosławski, Małgorzata Gniadek (Zdunek), Joanna Remiszewska byli jego uczniami). Przyczynił się do rozwoju obserwacji zanieczyszczeń i chemii atmosfery na stacji w Laboratorium Fizyki Atmosfery Centralnego Obserwatorium Geofizycznego w Belsku.  Obecnie pracuje w Zakładzie Fizyki Atmosfery Instytut Geofizyki Polskiej Akademii Nauk.